# 实际代表制

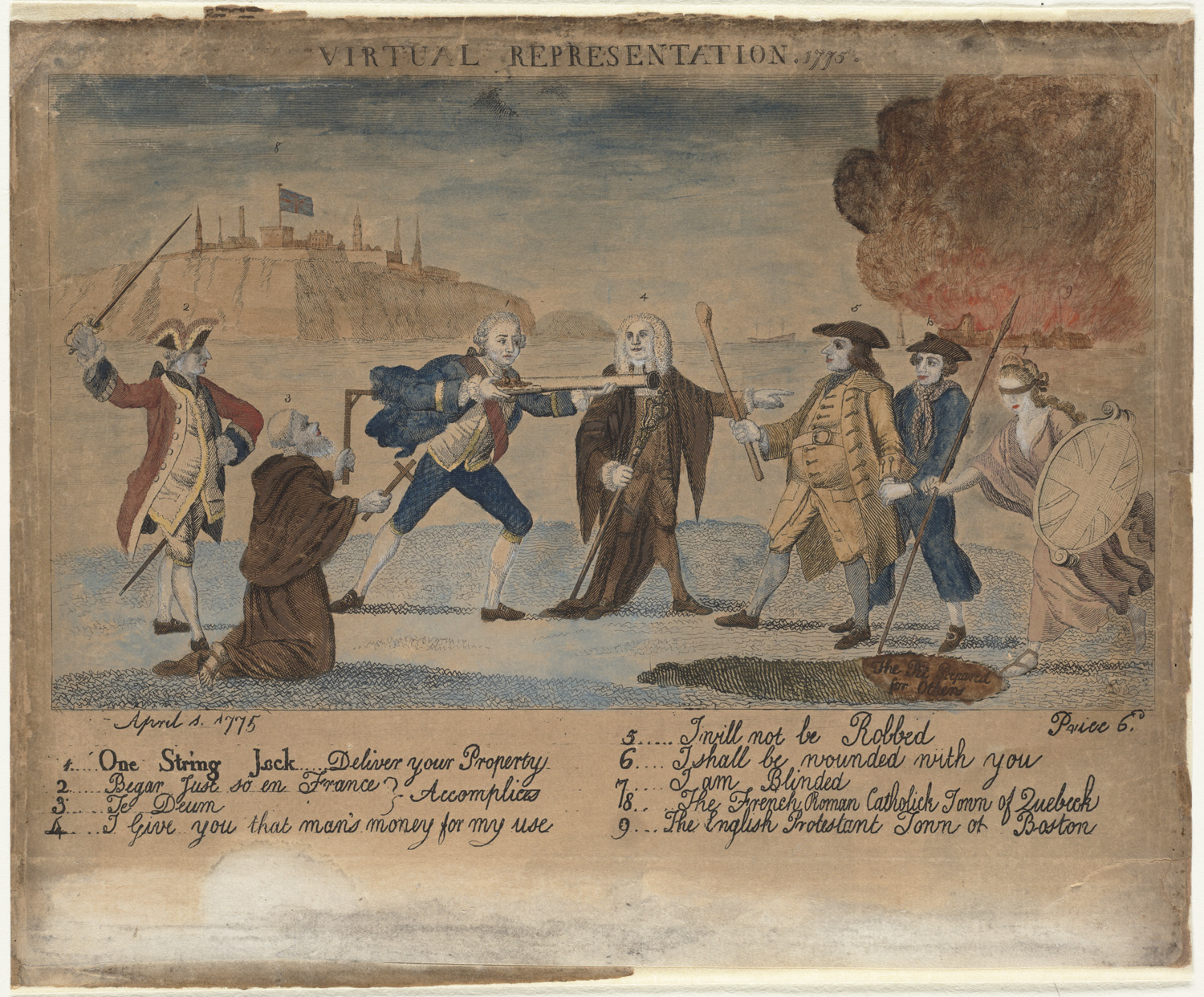
“实际代表（站立，身穿棕色）授权政府（持短枪）抢劫殖民者。信奉天主教的魁北克享受和平，而信奉新教的波士顿在燃烧，利欲熏心的不列颠尼亚正走向深渊。”（卡通，绘于1775年）

实际代表制（英語：Virtual Representation），或实质代表论、实质代表制，指英国议会的成员，包括上议院和国王会同国会，有权代表所有英国臣民的利益，而不仅仅代表选举他们的选区或他们拥有爵位和宗教影响力的地区的利益。实际代表制是英国对美洲殖民地第一届大陆会议的回应。
第二届大陆会议通过的《沙福克决议》向英国议会提出了在议会中获得代表权的要求。英国议会则声称：“议会成员已经考虑了殖民者的福祉”。殖民地的爱国者随即拒否认了这一说法。

## 美国独立战争
在美国革命的早期阶段，十三个殖民地的居民拒绝了由大不列颠议会强加给他们的法律，因为这些殖民地并没有在议会中得到代表权。根据英国宪法，殖民者认为，只有得到英国公民的同意才能征税。由于殖民者仅在其省级议会中有代表，他们主张，只有这些立法机构才有权在殖民地征税。这一理念的著名表述为“无代表，不纳税”。

### 发展
在1764-1765年的冬季，英国国会议员乔治·格伦维尔和他的助手托马斯·惠特利（Thomas Whately）试图提出一个理论，旨为“在殖民地征税缺乏代表”这一问题提供合理的解释 。他们的理论被称为“实际代表制”，认为：像大多数无法投票的英国公民一样，殖民者在议会中“实际”上被代表了。格伦维尔的理论为所有税收行为进行了辩护，表明殖民者在议会中得到了”实际代表”的保障，但这一观点在整个大英帝国中都遭到了批评。然而，议会拒绝了实际代表制在宪法层面所受到的的批评，并于1766年通过了《1766年公告法》（Declaratory Act），声明：议会有权在“所有情况下”为殖民地立法。这一行为体现了英国议会对于维护其在殖民地立法权的坚定立场，并进一步激化了与殖民者之间的紧张关系。

### 反应
作为解决殖民者与英国人之间宪法争议的一种手段，实际代表的概念在大西洋两岸几乎都没有得到支持。殖民权利的捍卫者威廉·皮特嘲笑实际代表制为：“人类头脑中出现过的最可鄙的想法；不值得认真驳斥。” 
皮特在 1766 年对下议院说：
我认为，这个王国没有权利对殖民地征税……税款仅仅是下议院自愿的赠与和授予……因此，当我们在这个议会中给予和授予时，我们给予和授予的是我们自己的东西。但是在征收美国的税收中，我们到底在做什么？我们，陛下的下议院，给予和授予陛下您——什么？我们的财产！不！我们将美洲下议院的权益赠予给了陛下！这简直是荒谬……有人认为殖民地在议会中在实际上被代表了。我想知道，一个美国人在这里是由谁代表的。他是被这个王国的任何一个郡的骑士代表的吗？愿上帝保佑，这样尊贵的代表会更多！或者您会告诉他，他是由任何一个选区的代表所代表的吗？——一个也许是这个代表从未见过的选区！这就是所谓的宪法的腐朽部分。它不能再持续一个世纪。如果它不消亡，就必将被肢解。
皮特随后向议会表示，我会引用切斯特（Chester）和达勒姆（Durham）的两个案例……来证明，即使在以前专制统治的时代，议会也会允许人民派出代表，并羞于在未征得人民同意的情况下对他们征税……在威尔士可以找到一个更好的例子——威尔士直到被合并之前从未受到议会征税。 皮特指出，“印度公司、商人、股东和制造商可以派出自己的代表——那些与选民真正有联系的代表，并且可以被选民影响的代表”，而殖民者却没有这样的选择、联系或影响力。 
本杰明·富兰克林在下议院告诉议员们：“我知道，凡是我在场的地方，每当谈到征税，大家的意见似乎都是，我们不能被一个没有我们代表的议会征税……外部税是对进口商品征收的费用，这个费用被加到商品的初始成本和其他费用上，当商品被出售时，便成为价格的一部分。如果人们不喜欢这个价格，他们可以拒绝购买，也没有义务购买。但是，内部税却是在没有得到人民同意的情况下强迫征收的，除非这是人民自己的代表要求征收的。《印花稅法》规定：除非我们支付某些费用，否则我们将不得进行商业活动、不得相互交换财产，既不能购买、也不能赠与，甚至也不能去追讨债务；我们不得结婚或立遗嘱；这些做法是为了榨取我们的金钱，而如果我们拒绝，它们就会毁了我们。小詹姆斯·奥蒂斯（James Otis Jr.）认为：英国臣民的法律自由意味着，议会只有在殖民者在威斯敏斯特实际拥有代表的情况下，才应该或能够对他们征税。
美國獨立戰爭时期，在大英帝国的众多地区中，只有英格兰、威爾斯和蘇格蘭直接在大不列颠议会中拥有代表。殖民地的选民可能占总人口的10%至20%，或成年男性的75%。相比之下，英国的代表权极为有限，由于选区分布不均和财产要求，只有约3%的人口，或17%至23%的男性有投票权，而且他们通常受当地乡绅的控制。
由于实际代表制是基于“英格兰宪法的缺陷（也就是‘英格兰全体人民对充分代表的渴望’）”建立的，因此它是一种有害的想法，捏造它们仅仅是为了表明殖民者没有“失去他们的公民权利”。 殖民者以及一些英国人因此谴责实际代表制是“骗局” 。此外，英国代表权的糟糕状况并不能成为在未经殖民者同意的情况下对他们征税的借口。

#### 小丹尼尔·杜兰尼（Daniel Dulany Jr.）
在1765年颇有影响力的小册子《论在英国殖民地征税的正当性》（Considerations on the Propriety of Imposing Taxes in the British Colonies）中，身在马里兰州的小丹尼尔·杜兰尼同样指出，试图以“不公平的”实际代表制对臣民征税是不合理的，因为：
我们已经解释了英国非选民的情况：他们成为选民的能力、他们与选民及其代表之间不可分割的联系、他们因这种联系而免受压迫的保障，以及为避免不公正和荒谬的局面而想象双重或实际代表的必要性。 作为殖民地的居民，他们无法成为选民，因为选举权只能亲自行使。因此，即使每个美洲居民都拥有所需的不动产，他们也不能投票，除非他们不再是美洲居民，而转而成为大不列颠的居民。这种假设是不切实际的，因为它改变了问题的本质。如果殖民地不被议会征税，它们各自的立法机构就具有合规、充足且符合宪法的权力来对其征税，因此不被下议院代表并不必然导致不公正和荒谬的豁免。大不列颠的选民与殖民地居民之间并不存在那种必然使双方都承担相同税负的密不可分的关系。相反，在英格兰，实际上没有任何一个选民会因美洲征税而受到直接影响，即便这些税款是由对殖民地居民财产产生普遍影响的法令征收的。殖民地居民可能以千种形式受到压迫，而英国的选民对此却毫无同情，甚至不会因此感到任何不安。此外，那些严重压迫和损害殖民地权益的法案，也可能在英国变得流行，因为人们期盼压迫殖民地的这些措施能减轻大不列颠居民的负担。
他还写道：“英国议会征税的不当性……是由以下事实证明的：在任何殖民地中，没有一个居民是能够被英国下议院代表的。” 他同时否认了“议会有权在没有殖民地同意的情况下，仅为了增加收入而对殖民地征收内部税”。

#### 小詹姆斯·奥蒂斯
1764年，麻薩諸塞州政治家小詹姆斯·奥蒂斯表示：
当议会认为适合给予殖民地居民在下议院的代表权时，那么他们对殖民地征税的公平性将和他们目前在没有代表的情况下征税的权力一样清晰……但是，如为通过议会法案来剥夺特许权是不公平的，那么完全或部分剥夺作为英国公民固有的权利，即只有在本人或通过代表同意的情况下才能被征税，难道不是更为不公吗？这一权利追溯至《大宪章》，是普通法的一部分，是英国公民的与生俱来的权利，和效忠的义务一样固有且永恒。这两者都已经被带到了殖民地，并且至今被视为神圣不可侵犯，我希望并相信它们将永远如此。我恭敬地认为，英国殖民地居民（除了被征服者，如果有的话）根据《大宪章》有权在税务问题上与本土居民享有相同的发言权。下议院在我们尚未获得代表权的情况下对我们征税，这难道不是被议会而剥夺了这一权利？正如国王通过他的特权行使这一权利一样？难道可以以任何真实或公正的理由说我们在议会中有代表吗？——小詹姆斯·奥蒂斯，《英国殖民地的权利主张》（Rights of British Colonies Asserted）

#### 印花税会议
在1765年，奥蒂斯与其他殖民地代表一起参加了1765年大陆会议，也被称为印花税会议。大会的决议指出：“《印花税法》很明显倾向于颠覆殖民地居民的权利和自由”，并且“这些殖民地人民的唯一代表是他们自己选出来的人，宪法规定，只有他们各自的立法机构才可以向他们征税。”此外，会议还宣称：“让大不列颠人民将殖民地居民的财产授予国王，既不合理，也与英国宪法的原则和精神不符。”

#### 理性主义的思考
塞巴斯蒂安·加利亚尼（Sebastian Galiani）和古斯塔沃·托伦斯（Gustavo Torrens）提出，实际代表制对英国精英造成了两难困境，也对美国独立战争的爆发产生了影响。他们认为，“无代表，不纳税”的呼吁和在议会中纳入美国代表的提议如果被接受，将会促使美国人与反对派（即反对主流精英的英国议会）之间结成联盟，从而破坏现有乡绅（即精英）的权力。通过博弈论模型，加利亚尼和托伦斯表示，美国人一旦进入议会，就不可避免地参与由反对派组建的政治联盟。如此一来， 民主改革的压力将加大，威胁到既有的英国政治秩序。 加利亚尼和托伦斯认为，与放弃一个殖民地相比，美国代表进入国会将给英国精英造成更大的损失。而放弃实际代表制将迫使主导政府的精英在维持对美洲殖民地的统治（他们认为这是不可行的）和参与战争之间做出选择。

## 19世纪的英国
卡农（Cannon）认为，在18和19世纪的英国，“实际代表制不过是一种礼貌的虚构”。他指出，声称富人和穷人之间没有根本利益差异的说法，难以与上层阶级将政治权利给予有财产的男性这一立场相协调。

## 延伸阅读
- Cannon, John Ashton. . CUP Archive. 1973: 32  [2015-01-07]. ISBN 978-0-521-09736-9.
- Langford, Paul. . Historical Journal. 1988, 31 (1): 83–115. JSTOR 2639238. S2CID 145169476. doi:10.1017/S0018246X00012000.
- McCahill, Michael W. The House of Lords in the Age of George III (1760–1811) (2009) ch 16 reprinted in Parliamentary History (Oct 2009) Supplement 1, Vol. 28, pp 363–385